# Leo Maria Treuinfels
Leo Maria Treuinfels, též Alexander Hyronimus Maria (4. června 1848 Terst – 16. ledna 1928 Marienberg), byl rakouský římskokatolický duchovní a politik německé národnosti z Tyrolska, na konci 19. století poslanec Říšské rady.

## Biografie
Působil jako opat kláštera Marienberg.
Narodil se jako nemanželské dítě. Otec byl neznámý, ale jeho vzdělání bylo financování anonymním přispěvatelem, z čehož se usuzuje, že bilogickým otcem byl zámožný šlechtic. Vystudoval v letech 1857–1865 benediktinské gymnázium v Meranu a roku 1865 vstoupil do kláštera Marienberg v jižním Tyrolsku. V roce 1869 složil řádový slib. Prodělal teologická studia v klášterní škole a v roce 1871 byl vysvěcen na kněze. V letech 1871–1874 pak studoval fyziku a přírodní vědy na Univerzitě Innsbruck, kde mezi jeho pedagogy patřili Kamill Heller, Anton Kerner von Marilaun nebo Leopold Pfaundler von Hadermur. Po kratší dobu působil jako kooperátor na klášterní faře v Burgeisu. Od roku 1876 byl až do svého nástupu do funkce opata v roce 1885 činný coby profesor na gymnáziu a od roku 1882 také prefekt konviktu Rediffianum v Meranu.
Byl též veřejně a politicky aktivní. Zasedal na Tyrolském zemském sněmu, kde byl poslancem za kurii prelátů v letech 1889–1914. Podle jiného zdroje byl poslancem zemského sněmu v období let 1889–1918.
Byl i poslancem Říšské rady (celostátního parlamentu Předlitavska), kam usedl ve volbách roku 1891 za kurii velkostatkářskou v Tyrolsku, I. voličský sbor. Mandát obhájil ve volbách roku 1897 a volbách roku 1901. Ve volebním období 1891–1897 se uvádí jako Leo Maria Treuinfels, opat benediktinského kláštera Marienberg, bytem Marienberg.
Zastával přísně katolicky konzervativní postoje. V roce 1891 je řazen mezi poslance konzervativního Hohenwartova klubu. Ve volbách roku 1901 se uvádí coby kandidát Katolické lidové strany. Po těchto volbách pak usedl do Klubu středu, který převážně utvořili poslanci Katolické lidové strany. Od roku 1897 zasedal ve vedení Klubu středu, v letech 1899–1900 byl předsedou klubu. V rámci strany představoval křídlo odmítající užší spolupráci a integraci s Křesťansko-sociální stranou. Poté, co došlo ke spojení obou stran, ustoupil z vrcholné politiky a již nekandidoval ve volbách roku 1907. Nadále ovšem zasedal v zemském sněmu, kde také vystupoval proti křesťanským sociálům.
Jako opak kláštera Marienberg byl vstřícný k technickým novinkám. V roce 1903 klášter postavil elektrárnu. Po roce 1918 se výlučně soustředil na vedení kláštera a na politickém dění se nepodílel. Snažil se bránit nátlaku italského fašistického režimu na gymnázium v Meranu. Krátce po jeho smrti bylo gymnázium uzavřeno.